# St Patrick's Athletic FC
St Patrick's Athletic FC (iriska: Cumann Peile Lúthchleas Phádraig Naofa) är en irländsk fotbollsklubb från Irlands huvudstad Dublin. Klubben spelar i Irlands högstaliga, League of Ireland, och blev irländska mästare senaste gången 2013. St Patrick's spelar sina hemmamatcher på Richmond Park som har plats för 6 340 åskådare.

## Meriter
- League of Ireland mästare: (8) 1951–52, 1954–55, 1955–56, 1989–90, 1995–96, 1997–98, 1998–99, 2013[2]
- Cupmästare (5): 1958–59, 1960–61, 2014, 2021, 2023[3]

## Placering tidigare säsonger
| Säsong | Nivå | Liga             | Placering | Referens | Kommentar |
| ------ | ---- | ---------------- | --------- | -------- | --------- |
| 2006   | 1    | Premier Division | 7         | [ 4 ]    |           |
| 2007   | 1    | Premier Division | 2         | [ 5 ]    |           |
| 2008   | 1    | Premier Division | 2         | [ 6 ]    |           |
| 2009   | 1    | Premier Division | 7         | [ 7 ]    |           |
| 2010   | 1    | Premier Division | 5         | [ 8 ]    |           |
| 2011   | 1    | Premier Division | 4         | [ 9 ]    |           |
| 2012   | 1    | Premier Division | 3         | [ 10 ]   |           |
| 2013   | 1    | Premier Division | 1         | [ 11 ]   |           |
| 2014   | 1    | Premier Division | 3         | [ 12 ]   |           |
| 2015   | 1    | Premier Division | 4         | [ 13 ]   |           |
| 2016   | 1    | Premier Division | 7         | [ 14 ]   |           |
| 2017   | 1    | Premier Division | 8         | [ 15 ]   |           |
| 2018   | 1    | Premier Division | 5         | [ 16 ]   |           |
| 2019   | 1    | Premier Division | 5         | [ 17 ]   |           |
| 2020   | 1    | Premier Division | 6         | [ 18 ]   |           |
| 2021   | 1    | Premier Division | 2         | [ 19 ]   |           |
| 2022   | 1    | Premier Division | 4         | [ 20 ]   |           |
| 2023   | 1    | Premier Division | 3         | [ 21 ]   |           |
| 2024   | 1    | Premier Division | 3         | [ 22 ]   |           |
| 2025   | 1    | Premier Division |           | [ 23 ]   |           |